# Mirosław (gmina)
Mirosław – dawna gmina wiejska istniejąca na przełomie XIX i XX wieku w guberni suwalskiej. Siedzibą władz gminy był Mirosław (lit. Miroslavas).
Za Królestwa Polskiego gmina Mirosław należała do powiatu sejneńskiego w guberni suwalskiej. Jednostka powstała w 1868 roku.
Gmina miała 13.877 mórg obszaru i liczyła (ok. roku 1880) 4.407 mieszkańców.
Po odzyskaniu niepodległości przez Polskę i Litwę powiat sejneński został przedzielony granicą, w związku z czym obszar gminy Mirosław znalazł się w państwie litewskim.